# Danny Fields
Danny Fields, rodným jménem Daniel Feinberg, (* 1939 Queens) je americký hudební manažer a novinář. Byl významnou postavou punkového hnutí, nahrávací kontrakty (se společností Elektra Records, kterou byl zaměstnán) zajistil protopunkovým skupinám, jako byly The Stooges a MC5, později jako manažer spolupracoval například se skupinou Ramones. Dále je například spoluautorem knihy Dream On pojednávající o herečce Cyrindě Foxe. Dále je autorem knihy Linda McCartney: A Portrait. Vystupoval například v dokumentárních filmech Nico Icon (1995), A Walk Into the Sea: Danny Williams and the Warhol Factory (2007) a Gimme Danger (2016). Kapela Ramones nahrála píseň „Danny Says“, jejíž název je odkazem na Dannyho Fieldse. V roce 2004 byl představen celovečerní dokumentární film téhož jména, který pojednává o Fieldsovi. Je gay.